# Kristina Jørgensen
Kristina Jørgensen (født 17. januar 1998 i Horsens) er en kvindelig dansk håndboldspiller, som til daglig spiller for ungarske Győri ETO KC og Danmarks kvindehåndboldlandshold.

## Karriere
Hun startede sin karriere som ligaspiller i 2016, efter at oprykkerne fra Skanderborg Håndbold, hvor hun spillede, rykkede op i landets bedste række. Efter en overraskende og imponerende første sæson i ligaen, skrev hun i april 2017 under med topklubben Viborg HK. Hun blev desuden Skanderborg Håndbolds mest scorende spiller i sæsonen 2016-17 med 113 mål i ligaens grundspil.
I november 2019 forlængede hun sin kontrakt med Viborg HK til 2022, efter ellers at have fået tilbud fra andre topklubber i Danmark.
Hendes første deltagelse ved en U-slutrunde var i U/17-EM 2015 i Makedonien. Hun blev kåret til turneringens bedste forsvarsspiller. Det danske hold vandt guld ved slutrunden. Året efter var hun også med til at vinde sølv ved U/17-VM 2016 i Slovakiet. Ved U/19-EM 2017 i Slovenien, vandt hun bronze med U/19-landsholdet efter sejr over Ungarn i bronzekampen. Hun blev kåret til turneringens bedste spiller, hvor hun også blev U/19-landsholdets topscorer med 29 mål.
Hun fik officielt debut på det danske A-landshold den 27. november 2017 mod Sverige syv dage før VM 2017 i Tyskland. Inden VM-slutrunden i Tyskland havde hun endnu ikke spiller på A-landsholdet, men blev udtaget af den daværende landstræner Klavs Bruun Jørgensen til hans bruttotrup til slutrunden. 9 dage senere, blev hun udtaget til den endelig trup.
Hun har ligeledes siden deltaget ved EM 2018 i Frankrig og VM 2019 i Japan. Hun var med til at vinde bronzemedaljer med Danmark ved VM i kvindehåndbold 2021 i Spanien. I januar 2022 skrev hun under på en to-årig kontrakt med den franske storklub Metz Handball.
I 2023 var hun også med til at vinde bronze ved VM i Danmark, Sverige og Norge, og her blev hun også landsholdets topscorer med 47 mål, efter at have scoret i samtlige kampe ved slutrunden. Dette indbragte hende en plads som den tredjemest scorende spiller VM's topscorerliste.
Året efter ved Sommer-OL 2024 i Paris, hvor Danmark igen vandt bronze, scorede hun også i alt 30 mål. Ved EM i håndbold 2024 havde Jørgensen forinden pådraget sig en skulderskade, der skabte usikkerhed om hendes engagement til slutrunden. Ikke desto mindre erklærede man inden at Jørgensen kunne rejse med til slutrunden, der startede i Basel, Schweiz. Jørgensen scorede dog blot 14 mål denne gang og havde en betydelig mindre rolle end førhen.

## Meritter

### Klubhold
Viborg HK
- Damehåndboldligaen
  - Sølv: 2021
  - Bronze: 2018
  - Bronze: 2020

### Landshold
A-landshold
- Sommer-OL
  - Bronze: 2024
- VM i håndbold
  - Bronze: 2021
- EM i håndbold
  - Sølv: 2022, 2024

U-landshold
- Ungdom-VM i håndbold
  - Sølv: 2016
- U/17-EM i håndbold
  - Guld: 2015
- U/19-EM i håndbold
  - Bronze: 2017

## Udmærkelser
- Bedste spiller ved U/19-EM i 2017
- Bedste forsvarsspiller ved U/17-EM i 2015